# Könsdysfori
Könsdysfori är ett begrepp för det psykiska lidandet som orsakas av att könsidentiteten inte stämmer överens med det kön som tilldelades vid födseln. I ICD-10 är könsdysfori ett diagnoskrav för alla de tre diagnoserna som är kopplade till könsidentitet.
Många transpersoner upplever könsdysfori men inte alla. Lika så är det något som variera beroende på situation, sammanhang och tid, exempelvis kan en person uppleva mildare könsdysfori i umgänget med nära vänner men starkare könsdysfori i sociala situationer med okända personer.